# إديث ماستر
إديث ماستر (بالإنجليزية: Edith Master)‏ هي فارسة سباق أمريكية، ولدت في 25 أغسطس 1932 في نيويورك في الولايات المتحدة، وتوفي بنفس المكان في 18 أغسطس 2013.

## وصلات خارجية
- إديث ماستر على موقع أوليمبيديا (الإنجليزية)